# 폴커크선
폴커크선(Falkirk line), 또는 폴커크선 경유 글래스고-에든버러선(영어: Glasgow–Edinburgh via Falkirk line)은 스콧레일이 운영하는 에든버러와 글래스고를 잇는 철도 노선 중 폴커크 하이역을 경유하는 노선과 그를 이용한 노선 계통을 의미한다. 글래스고와 에든버러를 잇는 5개의 노선 중 가장 큰 대표성을 가지고 있어 글래스고-에든버러 (본)선으로 불리기도 한다.

## 역사
에든버러 글래스고 철도로서 1842년 2월 2일 개통한 이 노선은 스코틀랜드의 최초 도시간 철도라는 점에서 역사적 중요성을 가진다. 이후 이 노선은 북영국철도의 핵심 구성요소가 되었다. 북영국철도는 1923년 런던 노스이스턴철도에 다른 철도회사와 동일하게 1949년 영국철도에 흡수통합됐다가 영국철도 민영화로 인해 스콧레일로 분할되어 현재에 이른다.

### 영국철도 이후
1952년 영국교통위원회 보고서 검토 결과에 따라 1957년 디젤동차 127계 1956년분이 반입돼 운행을 시작했다. 1971년에다 열차 종류가 다중제어가 가능한 파랑별 종류의 증기기관차로 바뀌었다. 최고속도 90mph(140㎞/h)의 25계·27계·37계 열차가 앞뒤로 달린 가운데 마크 2 객차가 객실로 운영되는 PP동차 형태의 구조였다. 시간이 지나며 운영 차량은 27계로 고정됐다.
1979년에 영국철도 관계자는 이 구간의 노령화된 철도 차량을 교체하는데 합의하고 디젤 전동차인 47/4계 12대를 47/7계로 번호를 바꿔 마크 3 객차와 함께 도입하기로 하였다. 47/7계는 시분할 다중화 기술을 통해 개방형 표준조종식객차(DBSO)와 결합해 PP 기능을 그대로 지원했다. 최고속도도 100mph(160㎞/h)로 향상됐다. 또한 이 시기에 인터시티가 퀸스트리트와 런던 킹스크로스, 웨스트 카운티의 역들을 잇게 되면서, 노선 내에서 인터시티 125가 사용되게 되었다. 이 당시 열차들은 30분 간격으로 헤이마켓, 폴커크 하이만 정차하는 것이 기본이었으며, 첨두시간대에는 비숍브릭스, 렌지, 크로이에도 열차가 정차했다. 주일에는 폴커크 그래엄스톤으로 열차가 우회하기도 했다.
1999년 170계가 도입되면서 그레이트 이스턴본선의 전화와 함께 DBSO 열차를 158계 4량이나 6량 편성으로 교체하고자 하였다. 그러나 운송이 지연되고, 그레이트 이스턴본선에 차량을 투입할 필요성이 제기되면서 158계가 도입돼 파노스선으로 차량이 이전되기 전까지 156계가 잠시 사용되었다. 이후 1999년에 170계 차량이 들어오며 158계를 파노스선 등으로 몰아냈지만 여전히 열차 운영상 문제로 156계나 158계, 다른 동력 열차가 투입되는 경우가 발생했다.
2010년대 들어 노선에 전화(電化) 공사가 진행됐으며, 2017년 5월부터 380계, 9월부터는 신형 385계가 이 구간에 운행하기 시작할 것으로 예상되었다. 그러나, 공사지연으로 인해 380계는 2017년 12월, 385계는 2018년 7월에 들어서야 도입될 수 있었다. 2018년 10월부터는 신43계 열차가 일부 장거리 공용구간에 들어오기 시작했다.

## 운행역 목록
현재는 전 노선을 스콧레일이 운행하고 있다. 매 15분마다 글래스고와 에든버러로부터 셔틀열차가 출발한다. 모든 열차는 헤이마켓과 폴커크 하이에 정차하며, 크로이에 정차하거나, 폴몬트, 린리스에 정차하는 패턴으로 나뉘어 운행한다. 일요일에는 열차간격이 30분 간격으로 줄어든다.
노선 자체는 크로이 전까지는 크로이선과 노선을 공유하며, 폴먼트역부터는 던블레인선, 컴버널드선과 합류한다. 헤이마켓에서 다수의 노선과 합류해 종점까지 이동한다. 원래 비숍브릭스역에 정차했으나 꽤 오래전부터 크로이선으로 정차역을 넘겼다. 에든버러 공원역도 컴버널드 선으로 옮겼으나 달메니 앞에 3각선이 생기면 에든버러공항 연계를 위해 에든버러 게이트웨이 우회 계통이 생길 가능성도 배제할 수 없다.
| 역 이름             | 영어 이름            | 영업거리         | 실거리              | 패턴 | 접속역 · 접속노선                                                                                                  | 소재지               | 소재지               |
| ------------------- | -------------------- | ---------------- | ------------------- | ---- | --- | -------------------- | -------------------- |
| 글래스고 퀸스트리트 | Glasgow Queen Street | ――               | ――                  | ●    | ■ 서 하이랜드선 \| ■ 하이랜드본선 \| ■ 던디선 ■ 북 클라이드선 \| ■ 컴버널드선 \| ■ 메리힐선 뷰캐넌 스트리트역      | 글래스고 시 글래스고 | 글래스고 시 글래스고 |
| 렌지                | Lenzie               | 6¼마일 (10.0㎞)  | 6.20마일 (10.06㎞)  | ○    | | 동 던바턴셔 렌지     | 동 던바턴셔 렌지     |
| 크로이              | Croy                 | 11½마일 (18.5㎞) | 11.40마일 (18.51㎞) | ◎    | ■ 크로이선 | 북 라나크셔 크로이   | 북 라나크셔 크로이   |
| 폴커크 하이         | Falkirk High         | 21¾마일 (35.0㎞) | 21.63마일 (35.06㎞) | ●    | | 폴커크 카운실        | 폴커크               |
| 폴몬트              | Polmont              | 25마일 (40.2㎞)  | 25마일 (40.23㎞)    | ◎    | ■ 던블레인선 \| ■ 컴버널드선                                                                                       | 폴커크 카운실        | 폴몬트               |
| 린리스고            | Linlithgow           | 29¾마일 (47.9㎞) | 29.56마일 (47.80㎞) | ◎    | ■ 북 클라이드선 | 서 로시안 린리스고   | 서 로시안 린리스고   |
| 헤이마켓            | Haymarket            | 46마일 (74.0㎞)  | 46.02마일 (74.07㎞) | ●    | ■ 쇼츠선 \| ■ 북 베릭선 \| ■ 파이프선 ■ 크로스컨트리 \| ■ 아반티 웨스트코스트 ■ 트랜스펜나인 고속 \| 에든버러 트램 | 에든버러시 에든버러  | 헤이마켓             |
| 에든버러 웨이벌리   | Edinburgh Waverley   | 47¼마일 (76.0㎞) | 47.21마일 (76.06㎞) | ●    | ■ 런던 노던이스턴 \| ■ 이스트코스트 트레인 ■ 칼레도니안 슬리퍼 \| ■ 크로스컨트리 ■ 보더 철도 \| 에든버러 트램      | 에든버러시 에든버러  | 올드 타운            |

## 교통사고
- 1984년 7월 30일, 소의 다리가 철도 대차에 부딪혀 발생한 폴몬트 탈선사고로 인해 13명이 사망하고 61명이 부상을 입었다. 이로 인해 PP동차의 안전성에 대한 논의가 발생하였다[7].
- 2020년 8월 12일, 강우로 인해 폴몬트 역 앞 유니언 운하가 범람해 폴커크 하이 - 폴몬트간 하부 선로가 300m가량 침몰되었다[1][8]. 이 사고로 인해 폴커크선 열차는 퀸스트리트 - 폴커크 그래엄스톤까지 운행하고, 그 이하는 대체운송했다. 복원 공사 기간 1㎞ 구간 선로가 새로 놓였으며[9], 9월 14일부터 리린스고 - 웨이벌리까지 운행을 복원한 이후[10] 9월 21일부터 전선 복구하였다[9].